# 435 a.C.
Il 435 a.C. (CDXXXV a.C. in numeri romani) è un anno  del V secolo a.C.

## Eventi
- Roma: 
  - Consoli Gaio Giulio Iullo II e Lucio Verginio Tricosto
  - dittatore Quinto Servilio Prisco Fidenate
  - Roma sconfigge una coalizione nemica di Fidenati e Veienti, conquistando Fidene
  - I Romani colonizzano Anxanum (Lanciano) che diventa prima colonia Abruzzese per i Romani.

## Nati
- Aristippo, filosofo greco antico († 366 a.C.)
- Chirisofo di Sparta, mercenario spartano († 400 a.C.)
- Farnabazo II, satrapo persiano